# Prigond-riu
Prigond Riu (en francès Prigonrieux) és un municipi francès situat al departament de la Dordonya i a la regió de la Nova Aquitània.

## Demografia
| 1962                                       | 1968  | 1975  | 1982  | 1990  | 1999  | 2007  |
| ------------------------------------------ | ----- | ----- | ----- | ----- | ----- | ----- |
| 1.498                                      | 1.728 | 2.461 | 3.093 | 3.721 | 3.957 | 3.985 |
| Des de 1962: població sense dobles comptes |       |       |       |       |       |       |

## Administració
| Període   | Identitat          | Partit          |
| --------- | ------------------ | --------------- |
| 1977-2008 | François Lasternas | MRC, després PS |
| 2008-     | Jean-Paul Rochoir  |                 |